# Cerkiew św. Dymitra w Buczynie
Cerkiew pod wezwaniem św. Dymitra – prawosławna cerkiew parafialna w Buczynie. Należy do dekanatu Zielona Góra diecezji wrocławsko-szczecińskiej Polskiego Autokefalicznego Kościoła Prawosławnego.
Jest to dawny neogotycki kościół poewangelicki pochodzący z XIX w. W latach 1948–1954 został przebudowany dla potrzeb prawosławnych. Wewnątrz świątyni mieści się współczesny ikonostas.
W latach 70. XX w. cerkiew gruntownie wyremontowano. Obok świątyni znajduje się dzwonnica, zbudowana w latach 1988–1989.